# Moluchia brevipennis
Moluchia brevipennis är en kackerlacksart som först beskrevs av Henri Saussure 1864.  Moluchia brevipennis ingår i släktet Moluchia och familjen småkackerlackor. Inga underarter finns listade i Catalogue of Life.